# Zweiblatt
Zweiblatt (Listera) ist der Name einer Pflanzengattung in der Familie der Orchideen (Orchidaceae).
Die Gattung wurde 1813 von dem britischen Botaniker Robert Brown aufgestellt und nach dem englischen Arzt und Naturforscher Martin Lister benannt. Nach neueren Erkenntnissen werden alle Arten heute in die Gattung Neottia Guett. gestellt.

## Beschreibung
Die unscheinbaren Arten der Gattung Zweiblatt (Listera) unterscheiden sich im Wesentlichen durch die Größe und Proportionen ihrer Blüten und Blätter. Die Pflanzen sind ausdauernd wachsende Rhizom-Geophyten mit unverzweigten, dünnen, horizontal kriechenden Rhizomen. Die Stängel haben meistens zwei gegenständige Laubblätter.
Die spornlosen Blüten sind glockenförmig gestaltet und bilden eine zungenförmige, zweigeteilte Lippe (Labellum), die doppelt so lang ist wie die Perigonblätter.
Die Blütezeit der zwei europäischen Arten erstreckt sich je nach Höhenlage von Anfang Mai bis Anfang August.

## Arten (Auswahl)
Die über 30 Arten dieser Gattung sind über die gemäßigten Zonen der gesamten nördlichen Hemisphäre verteilt. Das Vorkommen erstreckt sich vom Norden Alaskas bis zu 4000 m Höhe in den zentralasiatischen Gebirgen.
- In Europa sind zwei Arten beheimatet:
  - Kleines Zweiblatt oder Herz-Zweiblatt (Listera cordata (L.) R. Br., Syn.: Neottia cordata (L.) Rich.)
  - Großes Zweiblatt (Listera ovata (L.) R. Br., Syn.: Neottia ovata (L.) Bluff & Fingerh.)

Weitere Arten sind (Auswahl):
| - Nordamerika: - Listera auriculata Wiegand (Syn.: Neottia auriculata (Wiegand) Szlach.): Kanada und nordöstliche USA. - Listera australis Lindl. (Syn.: Neottia bifolia (Raf.) Baumbach): Südöstliches Kanada bis östliches Texas. - Listera borealis Morong (Syn.: Neottia borealis (Morong) Szlach.): Alaska bis Kanada und New Mexico. - Listera caurina Piper (Syn.: Neottia banksiana (Lindl.) Rchb.f.): Südliches Alaska bis westliche Vereinigten Staaten. - Listera convallarioides (Sw.) Torr. (Syn.: Neottia convallarioides (Sw.) Rich.): Kommandeurinseln bis Kanada und westliche und nordöstliche Vereinigte Staaten. - Listera smallii Wiegand (Syn.: Neottia smallii (Wiegand) Szlach.): Sie kommt nur in den Appalachen in den USA vor. | - Asien: - Listera fangii Tang & F.T. Wang ex S.C. Chen & G.H. Zhu (Syn.: Neottia fangii (Tang & F.T.Wang ex S.C.Chen & G.H.Zhu) S.C.Chen, S.W.Gale & P.J.Cribb): Sichuan. - Listera megalochila (S.C. Chen) S.C. Chen & G.H. Zhu (Syn.: Neottia chenii S.W.Gale & P.J.Cribb): Westliches Sichuan, südliches Gansu. - Listera microphylla S.C. Chen & Y.B. Luo (Syn.: Neottia microphylla (S.C.Chen & Y.B.Luo) S.C.Chen, S.W.Gale & P.J.Cribb): Yunnan. - Listera nepalensis N.P. Balakr. (Syn.: Neottia nepalensis (N.P.Balakr.) Szlach.): Nepal. - Listera pinetorum Lindl. (Syn.: Neottia pinetorum (Lindl.) Szlach.): Bhutan, Indien, Nepal, China. - Listera tenuis Lindl. (Syn.: Neottia tenuis (Lindl.) Szlach.): Himalaja bis Tibet. |

## Taxonomie
Nach neueren taxonomischen Erkenntnissen wird die Gattung Listera der Gattung der Nestwurzen (Neottia) zugeordnet. Ergebnis dieser Untersuchungen war unter anderem die Tatsache, dass Listera cordata als Schwester zu einem Zweig mit Listera ovata und Neottia nidus-avis zu betrachten ist. Daraus resultierend hat sich die Gattung Listera als nicht monophyletisch erwiesen und darf nicht weiter bestehen. Da Neottia der ältere Gattungsname ist, wird dieser bereits in aktueller Literatur für Zweiblätter geführt. Diese Änderung hat sich jedoch noch nicht allgemein durchgesetzt.

## Bildergalerie

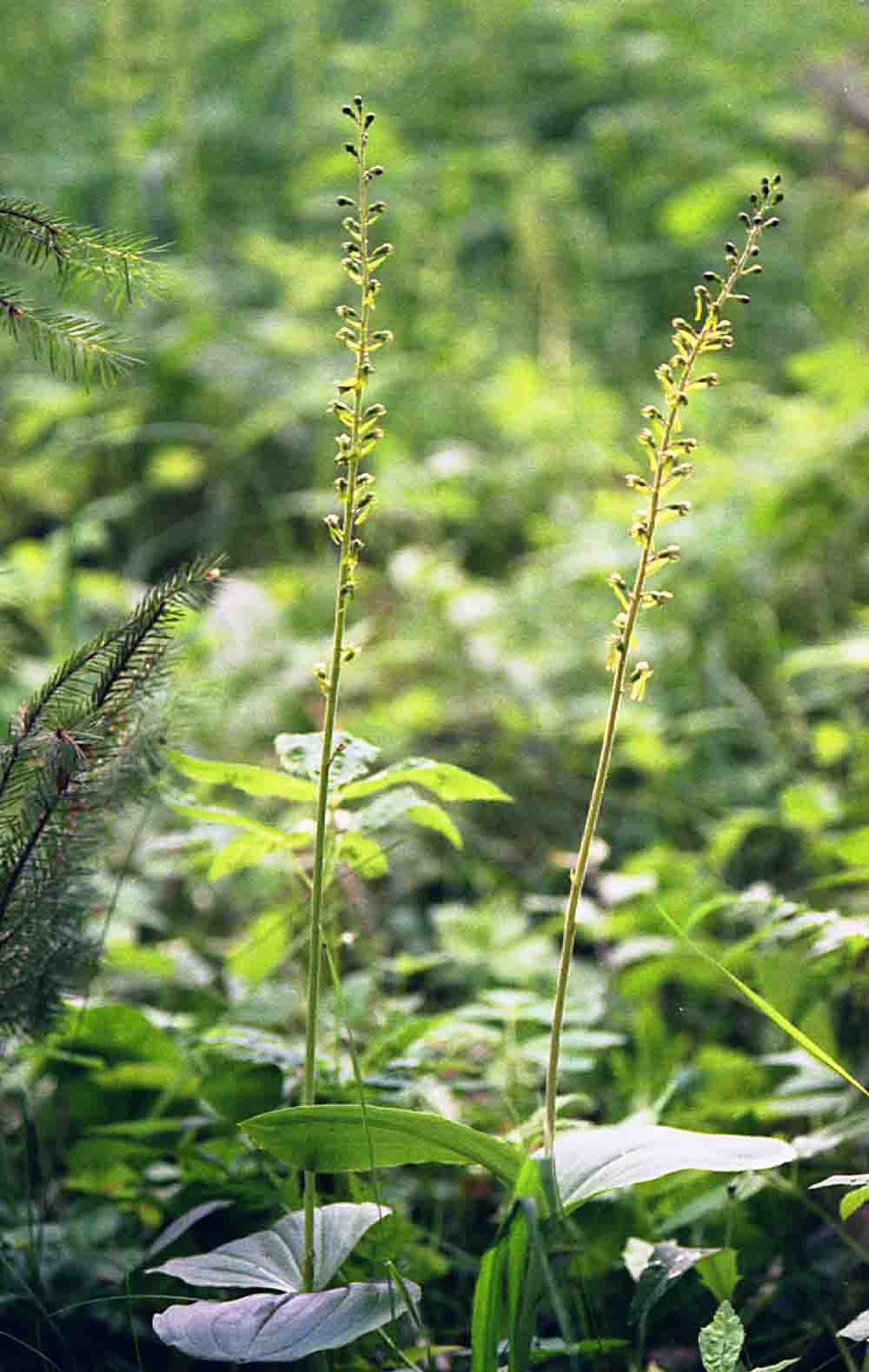
Großes Zweiblatt (Listera ovata)
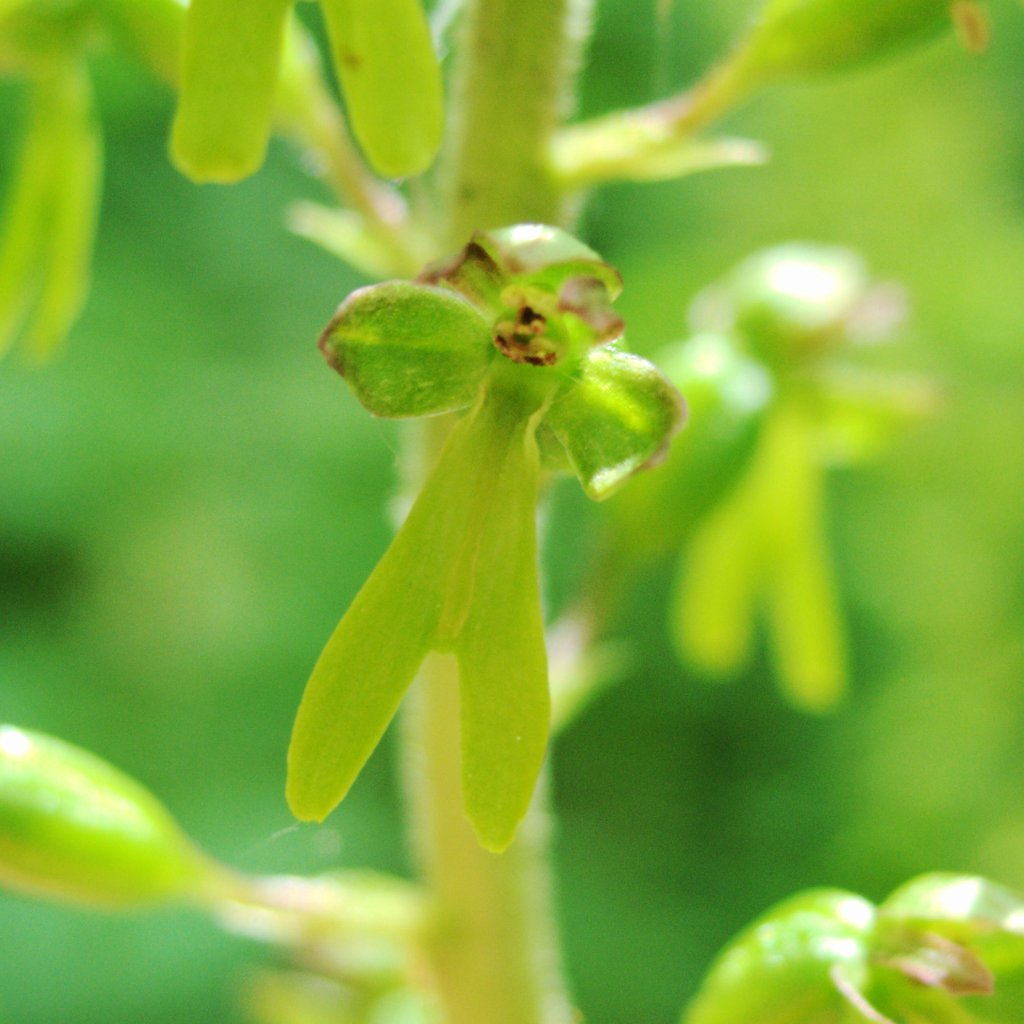
Großes Zweiblatt (Listera ovata), Blüte
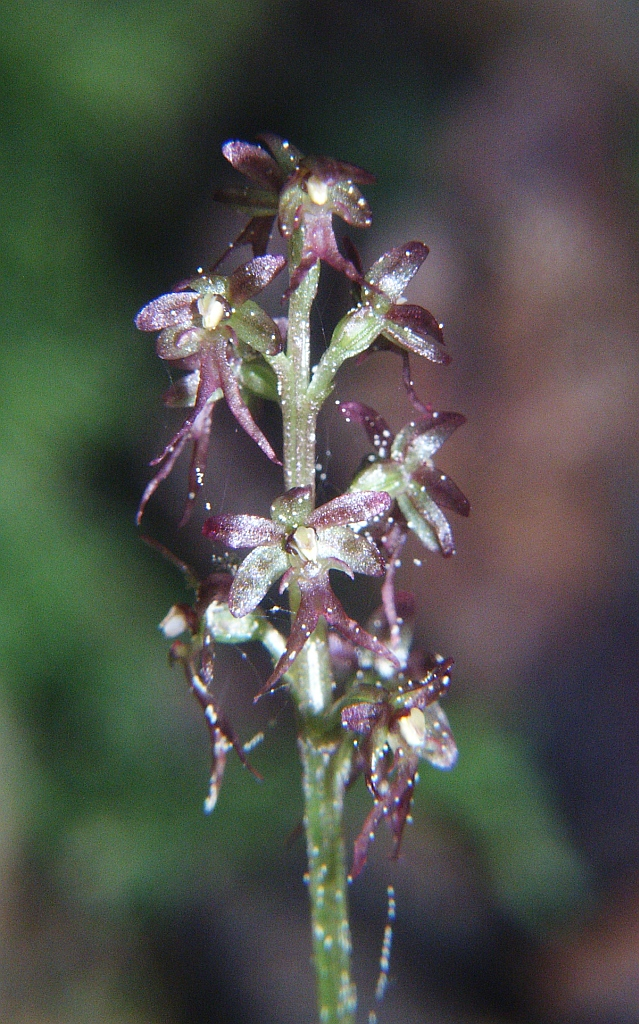
Kleines Zweiblatt (Listera cordata), Blütenstand
Kleines Zweiblatt zwischen Preiselbeergebüsch in den Alpen
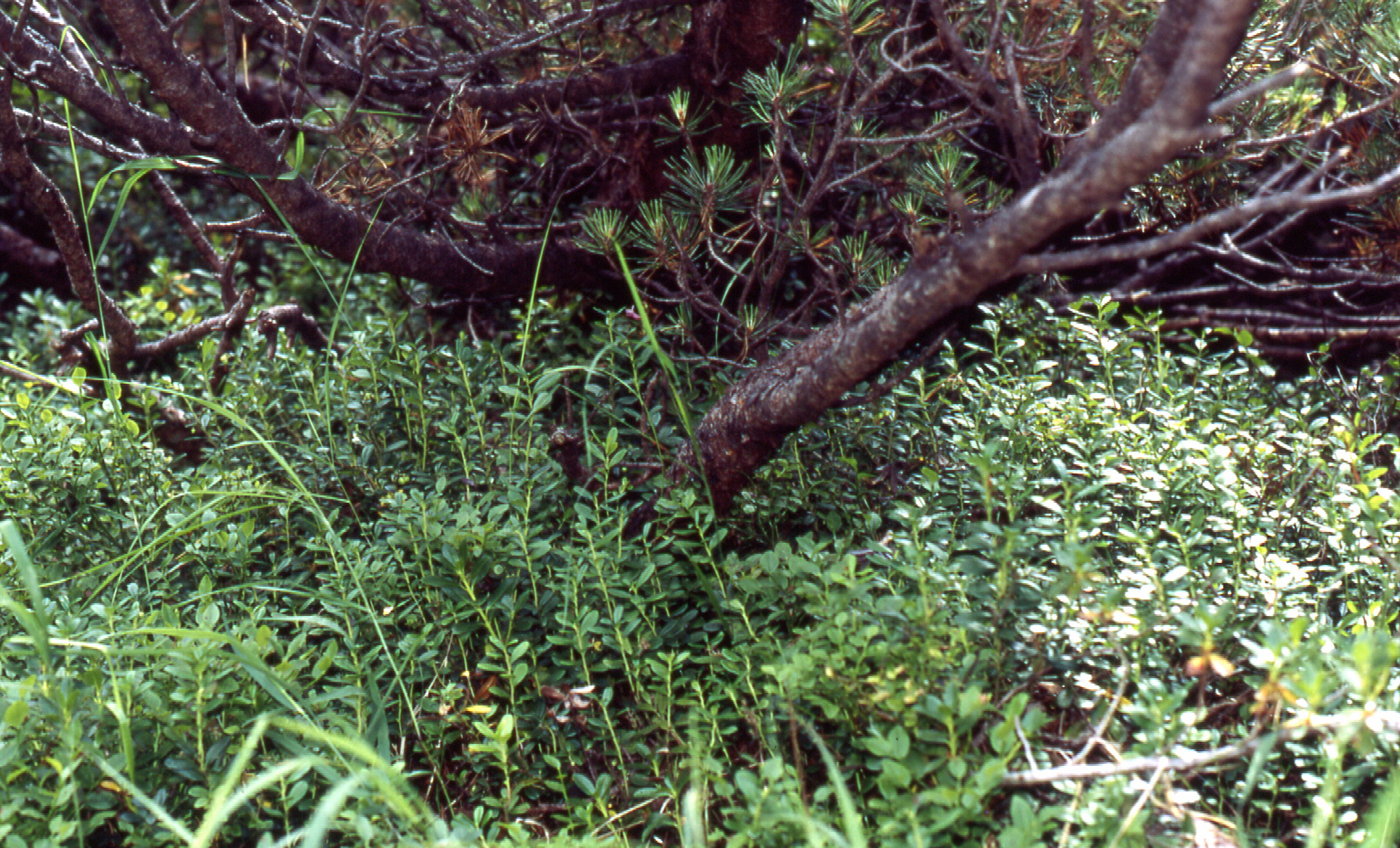
Alpines Biotop des Kleinen Zweiblatts unterhalb von Latschen